# بتل‌گراند (۲۰۱۳)
بَتل گراند (به انگلیسی: Battleground) یک رویداد غیر رایگان (Pay-Per-View) در کشتی حرفه‌ای می‌باشد که توسط کمپانی دبلیو دبلیو ای تهیه می‌شود و این دوره اش هم در ۶ اکتبر ۲۰۱۳ در مجموعه ورزشی فِرست نیاگارا سنتر در بوفالو، نیویورک برگزار شد. در قسمت ۲۹ ژوئیه راو، این pay-per-view به عنوان جایگزین Over The Limit معرفی شد که پیش از این به عنوان رویداد ماه اکتبر برگزار می‌شد.

## زمینه‌سازی
رزمگاه شامل مسابقاتی بین دشمنی‌های موجود، ماجراهای پیش آمده و استوری‌هایی خواهد بود که پیش از این در برنامه‌های راو یا اسمک داون پخش شده بود. کشتی‌گیرها با توجه به مسابقات یا سری اتفاقاتی که برایشان رخ می‌دهد و تنش را به حد اکثر می‌رساند، نقش منفی یا قهرمان به خود می‌گیرند.
دنیل برایان بعد از پیروزی مقابل رندی اورتن در شب قهرمانان بعد از اعتراف داور مسابقه به شمارش سریع از قهرمانی دبلیودبلیوئی عزل شد. با این حال تریپل اچ کمربند را به اورتن هم نداد چرا که به عقیده او و همسرش استفنی مک‌ماهون، عملکرد اورتن در شب قهرمانان در حدی نبود که از چهره دبلیودبلیوای انتظار می‌رفت، با این توضیح که آن‌ها همان اورتن ظالم را می‌خواهند که پیش تر با خودشان دشمنی داشت. بعد هم اعلام شد که برایان و اورتن بار دیگر در رزمگاه برای کمربند بی صاحب دبلیودبلیوای به مصاف هم خواهند رفت.
در شب قهرمانان، راب ون دَم با قهرمان یعنی آلبرتو دل ریو بر سر کمربند سنگین وزن جهان مبارزه کرد که ون دم آن مسابقه را با سلب صلاحیت(Disqualification) برد. در قسمت ۲۰ سپتامبر اسمکداون، تریپل اچ شانسی مجدد به ون دم برای مسابقه بر سر کمربند سنگین وزن مقابل دل ریو داد. بلافاصله بعد از آن، دل ریو آمد و بطرز وحشیانه‌ای به ون دم در پشت صحنه حمله‌ور شد.
در ژوئیه ۲۰۱۳، سی ام پانک بعد از اینکه پائول هیمن باعث شد او در مسابقه نردبان مانی این دِ بنک که برای قرارداد کمربند قهرمانی دبلیودبلیوای بود ناکام بماند دشمنی با هیمن را آغاز کرد. این دشمنی منجر به مبارزه و در نهایت باخت پانک مقابل براک لزنر در سامر اسلم (۲۰۱۳) شد. پانک به دشمنی با هیمن و دیگر موکل او یعنی کورتیس اکسل ادامه داد و این وقایع هم منتهی به یک مسابقه نابودی با آوانس در شب قهرمانان (۲۰۱۳) شد. بعد از اینکه اکسل در آن مسابقه شکست خورد، پانک به پائول هیمن دستبند زد و همانطور که هیمن او را چند هفته قبل تر در راو زده بود کتک زد. با این حال، رایبک ناگهان ظاهر شد و با کوبیدن پانک در میز و قرار دادن هیمن ِ بیهوش روی پانک باعث پیروزی هیمن بر پانک گردید. در قسمت ۲۳ سپتامبر راو اعلام شد که پانک در رزمگاه مقابل رایبک قرار می‌گیرد.
در راو ۲۳ سپتامبر همچنین، بِری بِلا با پین کردن ای جی لی در یک مسابقه تگ تیم ۱۰-دیوا فرصت مبارزه با لی را برای کمربند قهرمانی دیواز در رزمگاه بدست آورد.
در قسمت ۳۰ سپتامبر راو، تریپل اچ و استفنی مک‌ماهون یک مسابقه بدون عنوان قهرمانی برای کودی رودز(که چندهفته قبل تر بخاطر بدگمانی تریپل اچ مبنی بر نافرمانی از او اخراج شده بود) و گلداست(که بخاطر برگرداندن شغل برادرش تلاش می‌کرد) مقابل قهرمانان تگ تیم از گروه شیلد (سث رالینز و رومن رینز) تعیین کردند. اگر برادران رودز پیروز شوند شغلشان را پس می‌گیرند، اگر گروه شیلد پیروز شود، گلداست و البته پدر دو برادر یعنی داستی رودز از سمَتش به عنوان مربی در ان‌ایکس‌تی اخراج شده و خانواده رودز از هرگونه حضور در دبلیودبلیوئی محروم می‌شوند.
در همان شب، آر-تروث در یک مسابقه بدون عنوان قهرمانی، صاحب کمربند بین قاره‌ای یعنی کورتیس اکسل را شکست داد. دو شب بعد در مِین ایوِنت اعلام شد که در رزمگاه به آر-تروث مسابقه‌ای برای کمربند قهرمانی بین قاره‌ای با اکسل داده شده‌است.
در راو ۳۰ سپتامبر و اسمک داون ۴ اکتبر، بری وایت عباراتی مرموز بعد از مسابقه‌های کوفی کینگستون خطاب به او عنوان کرد که منجر به ثبت مسابقه‌ای در پی-پر-ویو بین این دو شد.
مسابقه‌ای دیگر برای رزمگاه تعیین شد که در آن، طی یک مسابقه تگ تیم، سانتینو مارلا باید با گریت کالی به مصاف تیم آمریکاییان حقیقی(جک سوئگر و آنتونیو سزارو) برود.

## شرح مسابقات و رویدادها

### شرح مسابقات
مسابقه آغازین پی پر ویو رزمگاه بین دولف زیگلر و صاحب چمدان Money in the Bank مربوط به کمربند قهرمانی سنگین وزن، دمین سنداو برگزار شد و حدود ۱۱ دقیقه طول کشید و با برد زیگلر به اتمام رسید. این مسابقه سر چمدان نبود.
مسابقهٔ قوانین افراطی رزمگاه سر کمربند قهرمانی سنگین وزن بین آلبرتو دل ریو (قهرمان کمربند سنگین وزن) و راب ون دم (همراه با ریکاردو رودریگز): در طول مسابقه راب ون دام حرکات بسیار زیبا، ریسکی و خطرناک انجام داد ولی در نهایت آلبرتو دل ریو با انجام حرکت Cross Armbreaker روی راب ون دم در حالی که دست راب ون دام بین دو لایهٔ تاشوی صندلی بود، توانست راب ون دم را تسلیم کند و صاحب کمربند باقی بماند. مدت زمان این مسابقه حدود ۱۸ دقیقه شد.
مسابقه تگ تیم بین تیم آمریکاییان اصیل (آنتونیو سزارو و جک سوئگر) (همراه با زب کولتر) و سانتینو مارلا و گریت کالی: سزارو با انجام حرکتی شبیه به چرخ و فلک، مدتی کالی را در هوا چرخاند تا این که گریت کالی تعادل خودش را نتوانست حفظ کند و سپس کالی را پین کرد و داور تا شماره ۳ شمرد و بدین ترتیب تیم آمریکائیان اصیل برنده شدند. مدت زمان این مسابقه حدود ۸ دقیقه شد.
مسابقه بین کورتیس اکسل (قهرمان کمربند بین قاره‌ای) (همراه با پول هیمن) و آر-تروث: این مسابقه حدود ۸ دقیقه طول کشید تا سرانجام کورتیس اکسل با پیروزی در این مسابقه از عنوان بین قاره‌ای اش دفاع کرد و هم چنان قهرمان کمربند بین قاره‌ای ماند.
مسابقه تگ تیم مشروط بین تیم برادران رودز (گولداست و کودی رودز) (همراه با داستی رودز) و ۲ عضو گروه شیلد (ست رالنز و رومن رینز) (همراه با عضو سوم گروه حفاظ، دین امبراس): کودی رودز پس از انجام حرکت Cross Rhodes روی رالنز توانست کار را تمام کند. بعد از مبارزه جمع کثیری از کشتی گیران WWE آمدند و این پیروزی به خانواده رودز تبریک گفتند. مدت زمان این مسابقه حدود ۱۴ دقیقه شد.
مسابقه بین بری وایت (همراه با لوک هارپر و اریک رووِن) و کوفی کینگستون: بری وایت پس از انجام حرکت Sister Abigail روی کینگستون توانست کار را تمام کند. پس از مبارزه لوک هارپر و اریک روون به کوفی کینگستون حمله کردند و مدتی بعد هم بری وایت پس از صحبت‌هایش از جملهٔ follow the buzzards که همیشه آن را می‌گوید، استفاده کرد. مدت زمان این مسابقه حدود ۹ دقیقه شد.
مسابقه بین رایبک (همراه با پول هیمن) و سی ام پانک: در اواخر مبارزه سی ام پانک وقتی که داور متوجه صحنه نبود، با یک ضربه ممنوع، رایبک را بر زمین انداخت و با پین کردن برنده شد. اگر داور صحنه را متوجه می‌شد طبق قانون سلب صلاحیت رایبک را برنده اعلام می‌کرد. مدت زمان این مسابقه حدود ۱۵ دقیقه شد.

### شرح مهم‌ترین مسابقه
دنیل برایان در مقابل رندی اورتون سر کمربند دابلیو دابلیو ای: در اواخر این مسابقه، بیگ شو وارد رینگ شد و به داور این مسابقه و دنیل برایان و رندی اورتون کتک زد و این مبارزه به صورت بی نتیجه ختم شد و کمربند WWE هم چنان بدون قهرمان باقی ماند. مدت زمان این مسابقه حدود ۲۵ دقیقه شد.

## نتایج
| شماره                            | مسابقات | نوع مسابقه | مدت زمان |
| -------------------------------- | --- | --- | -------- |
| مسابقه آغازین رزمگاه (پیش نمایش) | دولف زیگلر پیروز مقابل دیمین سِنداو                                                                             | مسابقه تک نفره | ۱۰:۲۲    |
| ۱                                | آلبرتو دل ریو (قهرمان کنونی) پیروز مقابل راب ون دم (با همراهی ریکاردو رودریگز) با تسلیم(submission)            | مسابقه قواعد افراطی رزمگاه (به انگلیسی: Battleground Hardcore Rules Match) برای کمربند قهرمانی سنگین وزن جهان | ۱۷:۰۸    |
| ۲                                | آمریکاییان حقیقی (جک سواگر و آنتونیو سزارو) (با همراهی زب کولتر) پیروز مقابل سانتینو مارلا و دِ گریت کالی       | مسابقه تگ تیم | ۷:۱۱     |
| ۳                                | کورتیس اکسل(قهرمان کنونی) (با همراهی پَل هیمن) پیروز مقابل آر-تروث                                              | مسابقه تک نفره برای کمربند قهرمانی بین قاره‌ای | ۷:۳۶     |
| ۴                                | ای جی لی(قهرمان کنونی)(با همراهی تأمینا اسنوکا) پیروز مقابل بری بلا (با همراهی نیکی بلا)                       | مسابقه تک نفره برای کمربند قهرمانی دیواز | ۶:۳۷     |
| ۵                                | گلداست و کودی رودز (با همراهی داستی رودز) پیروز مقابل گروه شیلد (سث رالینز و رومن رینز) (با همراهی دین امبروز) | مسابقه تگ تیم چون گلداست و کودی پیروز شدند، شغلشان را در دبلیودبلیوئی پس گرفتند. اگر گلداست و کودی پیروز می‌شدند، دوباره به استخدام دبلیودبلیوای در میامدند، اگر دِ شیلد پیروز می‌شد، داستی شغلش در ان‌ایکس‌تی به عنوان مربی را از دست می‌داد و خانواده رودز از دبلیودبلیوای اخراج می‌شدند. | ۱۳:۵۴    |
| ۶                                | بری وایت (با همراهی لوک هارپر و اریک رووان) پیروز مقابل کوفی کینگستن                                           | مسابقه تک نفره | ۸:۲۷     |
| ۷                                | سی ام پانک پیروز مقابل رایبک (با همراهی پل هیمن                                                                | مسابقه تک نفره | ۱۴:۴۷    |
| ۸                                | دنیل براین مقابل رندی اورتِن؛ مسابقه بدون برنده پایان یافت.                                                     | مسابقه تک نفره برای کمربند قهرمانی بی صاحب دبلیودبلیوای | ۲۵:۰۰    |

## پسایند
شب بعد در راو، برَد مَداکس اعلام کرد که رندی اورتِن در هِل این اِ سل بار دیگر اینبار در یک مسابقه هِل این اِ سل به مصاف دنیل بر این برود و این مسابقه یک داور ویژه (افتخاری) هم خواهد داشت. هواداران دبلیودبلیوئی این حق را داشتند که بین بوکر تی، باب بکلاند و شان مایکلز یک نفر را به عنوان داور انتخاب کنند. مایکلز اکثریت آرا را بدست آورد.
با توجه به اینکه راب ون دم از رقابت برای کمربند سنگین وزن خارج شد، دل ریو سعی کرد ویکی گِرِرو را وادار کند که او را به عنوان چهره و اعتبار(Face) جدید دبلیودبلیوئی معرفی کند؛ به این دلیل که او در حال حاضر تنها قهرمان مهم فعال در دبلیودبلیوئی است. بعدتر در همان شب، دل ریو برای مسابقه‌ای با ریکاردو رودریگز راهی رینگ شد. ویکی گررو سپس اعلام کرد که دل ریو باید در هل این ا سل از کمربندش در مقابل جان سینا دفاع کند-که بعلت آسیب دیدگی در آرنجش از سامر اسلم (۲۰۱۳) تاکنون دور از مسابقات بوده‌است.